# Lucienne Boyer
Lucienne Boyer (Émilienne-Henriette Boyer, ur. 18 sierpnia 1903 – zm. 6 grudnia 1983) – francuska piosenkarka. Urodziła się w dzielnicy Montparnasse w Paryżu.
Była najbardziej popularną francuską piosenkarką w przedwojennej Polsce. Przyjechała do Warszawy w 1937 gdzie występowała w Teatrze Wielkim.
Jej córką jest francuska piosenkarka Jacqueline Boyer.